# 1984 en Colombie-Britannique
Chronologie de la Colombie-Britannique
- 1980
- 1981
- 1982
- 1983
- 1984
- 1985
- 1986
- 1987
- 1988

Cette page concerne des événements qui se sont produits durant l'année 1984 dans la province canadienne de Colombie-Britannique.

## Politique
- Premier ministre : Bill Bennett
- Chef de l'Opposition : Dave Barrett[1] du Nouveau Parti démocratique de la Colombie-Britannique puis  Robert Skelly du Nouveau Parti démocratique de la Colombie-Britannique
- Lieutenant-gouverneur : Robert Gordon Rogers
- Législature :

## Événements

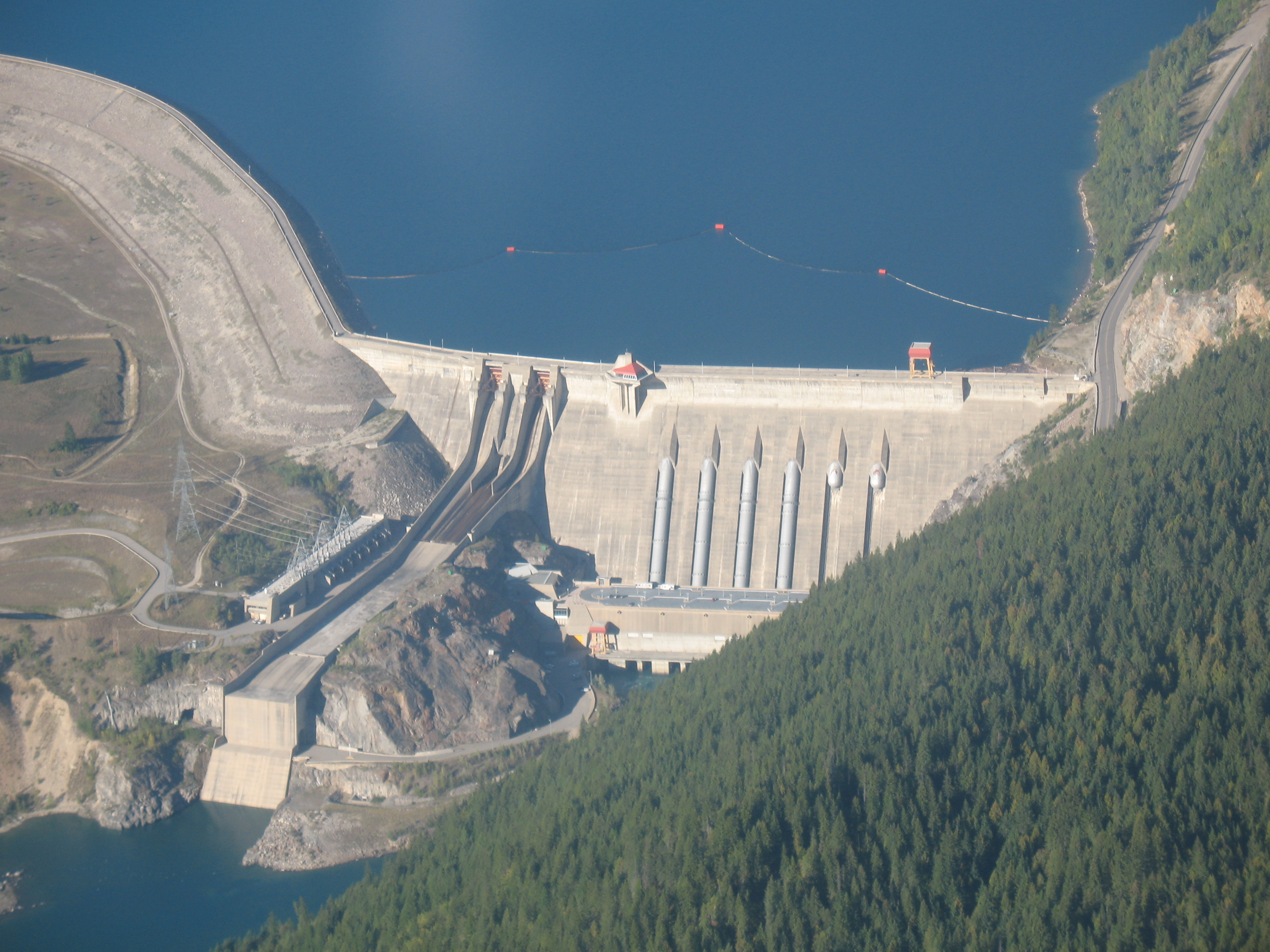
Barrage de Revelstoke.

- Mise en service, à Revelstoke, du  Barrage de Revelstoke , barrage poids en terre sur la Columbia river destiné à la production hydroélectrique. Sa hauteur maximale est de 175 mètres, sa capacité de 1980 MW[2]. Sa réalisation a conduit à la création du Revelstoke Lake Reservoir.

## Naissances

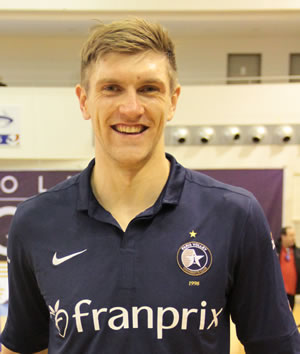
Josh Howatson.

- 9 avril à Maple Ridge : Linda Chung Ka-yan , actrice et chanteuse sino-canadienne. Elle a remporté Miss Chinese International de 2004 . Elle a produit quatre albums studio de 2008 à 2012.
- 24 mai à Victoria : Michael Pyke, joueur de rugby à XV international canadien. Il évolue au poste d'ailier ou comme arrière (1,98 m pour 100 kg).
- 19 juillet à Victoria : Ryan O'Byrne, joueur professionnel canadien de hockey sur glace[3]. Il a été le dernier joueur de l'histoire des Canadiens de Montréal à porter le numéro 3. Ce numéro 3 a été retiré le 4 décembre 2009 en hommage à Émile Bouchard.
- 7 octobre à Victoria : Josh Howatson, joueur canadien de volley-ball. Il mesure 2,01 m et joue au poste de passeur. Il totalise 65 sélections en équipe du Canada.